# Petroleummotor

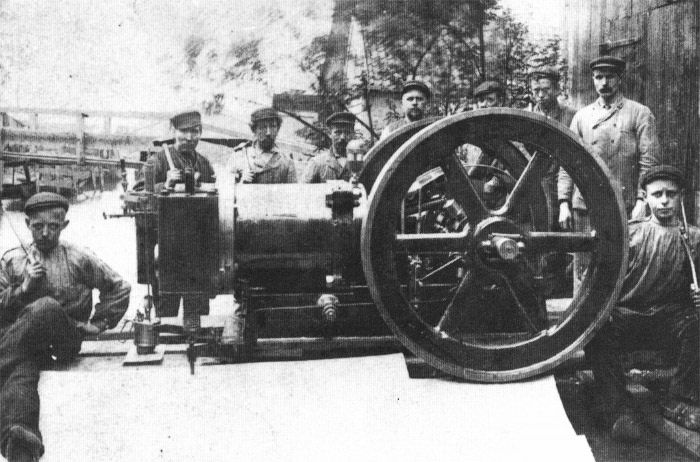
Petroleummotor van de firma Honig

De petroleummotor was een van de eerste verbrandingsmotoren voor industrieel gebruik. Het is een gloeikopmotor. Vanaf het eind van de negentiende eeuw werd de motor in schepen gebruikt maar ook in korenmolens voor het malen in perioden met te weinig wind. Wegens brandgevaar werd de motor in een tegen de molen aan gebouwd, stenen motorhok geplaatst. De petroleummotor dreef een onder in de molen geplaatste maalstoel aan. De petroleummotor werd in latere jaren opgevolgd door de dieselmotor.
Voor het opstarten was de motor voorzien van een gloeibuis. Hoewel het grote motoren waren leverden ze maar weinig vermogen: ca. 4-30 pk.